# Baibagas Khan
Pour les articles homonymes, voir Khan (homonymie).
Baibagas Khan (mongol : ᠪᠠᠶᠢᠪᠠᠭᠠᠰ
ᠬᠠᠨ, cyrillique : Байбагас-хан, MNS : Baibagas-Khan) ou Baibagas bator (mongol : ᠪᠠᠶᠢᠪᠠᠭᠠᠰ
ᠪᠠᠭᠠᠲᠤᠷ, cyrillique : Байбагас Баатар, MNS : Baibagas Baatar (lit.: Héro Baibagas)  ; russe : Байбугус-Баатур, translit. Baibugus-baatar), parfois retranscrit en français, Boïbeghous, né en 1550, décédé en 1640 est un Khan mongol, de la dynastie des Qoshot-Oïrat.

## Biographie
Il se convertit au bouddhisme tibétain Gelugpa (école des bonnets jaunes) en 1620.
Il est né en 1550 de Khan Hongor et de sa reine Ahai. Cinq fils sont nés entre Khanai M. Hongor et la reine Ahai, et après avoir atteint l'âge adulte, ils sont devenus connus sous le nom de Cinq Tigres de Khosh, et l'aîné est Baibagas. Entre les années 1570 et 1610, il participa plus ou moins aux guerres entre les Oirads et la Mongolie, reçut le titre de chevalier et devint le khan de l'Assemblée des Quatre Oirads. Il existe des preuves que Baybagas Khan dirigeait un total de 16 000 soldats.
En 1616, le Baibagas répandit la religion zoroastrienne dans tout l'Oirad, 32 enfants de nobles et 120 enfants du peuple Khars furent ordonnés, et en 1617, lorsqu'ils se rendirent à Lhassa pour étudier, la pratique du zoroastrisme commença à Oirad en Mongolie, des rois et princes à Khars. À cette époque, afin de mettre fin à la guerre sanglante de Khalkh-Oirad, d’améliorer l’unité avec Khalkh et les autres provinces mongoles et de choisir un moyen de soulager le peuple sans guerre, ils durent choisir le zoroastrisme. Ce faisant, il adopta Shar Khava, le 5ème fils de Baavhan, le fils de Tsetsen Hunnyi Zayaach d'Oirad, à l'âge de 17 ans en 1616, et lui donna le nom religieux Namhaijamts, plus tard Zaya bandida.
René Grousset, décrit dans son ouvrage l'Empire des steppes, où Baibagas est nommé Boïbeghous : 
« Son zèle devint tel qu’à son instigation les trois autres princes kalmouk, Khara Koulla, Khan des Tchoros, Dalaï-taidji, khan des Dörböt, et Khou Ourlouk, Khan des Torghout, envoyèrent chacun un de leurs fils au Tibet pour y étudier le lamaïsme. Boïbeghous eut pour successeurs ses deux fils, Outchirtou-setchen, qui régna sur le Zaïssan-nor, et Ablaï-Taïsha qui régna sur l’Irtych, dans le Sémipalatinsk où, non moins zélé bouddhiste que son père, il éleva un monastère lamaïque à l’ouest du fleuve, entre Sémipalatinsk et Tara. ».

## Famille
Il est le descendants à la 18e génération du frère de Gengis Khan, Khavt Khasar. Il est le frère de Gushi Khan, qui conquiert le Kokonor (lac Qinghai) et le Tsaïdam et agrandit ses conquêtes dans le Khamdo[Quoi ?]
De son épouse, il eut deux fils:
- Ochirt Tsetsen Khan, son successeur,
- Ablai-Taisha, son successeur.

Zaya Pandita, son fils adoptif, renforça l'unité des Mongols occidentaux grâce à une alliance avec le Tibet.